# Зубков, Иван Георгиевич
Ива́н Гео́ргиевич Зубко́в (26 июля 1904, Ессентуки — 28 июня 1944, неподалёку от города Лодейное поле, Ленинградская область, РСФСР, СССР) — советский инженер, выдающийся специалист в области транспортного строительства. Герой Социалистического Труда (1943). Генерал-директор пути и строительства II ранга (соответствует воинскому званию генерал-лейтенант).
В годы Великой Отечественной войны — начальник (1941—1944) Управления военно-восстановительных работ Ленинградского фронта.

## Биография
Родился в семье инженера-путейца. Начал учёбу в Тифлисском кадетском корпусе, но не окончил из-за революции 1917 года. Его семья жила в городе Кашира Московской губернии, и на Донбассе.
В 1922 году поступил на учёбу на рабфак при Политехническом институте в Тифлисе, которую не удалось окончить из-за смерти отца в 1925 году. После этого переехал к матери в Курск. Вскоре после этого был назначен преподавателем, а затем и директором фабричнозаводского училища (ФЗУ) во Льгове.
В 1930 году окончил Харьковский технологический институт.
После начала строительства метрополитена в Москве (10 декабря 1931, Русаковская улица) приехал в столицу. Трудился сменным инженером шахты № 9 — в самом центре города.
С 1933 по 1940 год на строительстве метро прошёл путь от начальника смены до руководителя шахты. В 1940 году награждён медалью «За трудовую доблесть».
Через год за самовольное введение элементов хозрасчёта был снят с должности и в июне 1940 года направлен в Молдавию начальником Строительства № 300, затем в Карелию. В том же году становится членом ВКП(б).
21 января 1941 года назначен начальником Строительства № 5 НКПС (впоследствии «Ленметрострой», ныне ОАО «Метрострой»). Началась прокладка первой линии: Автово — Финляндский вокзал. Из-за начала войны строительство было прервано, а стройка заморожена (первая очередь Ленинградского метро была открыта в 1955 году), метростроители стали возводить оборонительные укрепления на Карельском перешейке и Лужском рубеже обороны Ленинграда.
После того как в сентябре 1941 года советские войска форсировали Неву и заняли плацдарм на её левом берегу («Невский пятачок»), ленинградским метростроевцам во главе с Зубковым было поручено организовать понтонную переправу для транспортировки танков на левый берег Невы.
Зимой 1942 года под руководством Зубкова была возведена железнодорожная ледовая переправа через Ладожское озеро («Дорога жизни»). Общая длина узкоколейной железной дороги составила более 35 километров. В феврале 1942 года награждён орденом Красной Звезды.
В январе 1943 года под руководством Зубкова за 15 дней был построен 33-километровый участок железнодорожного пути Шлиссельбург — Поляны («Дорога Победы»). В марте 1943 года начальник управления военно-восстановительных и заградительных работ Ленинградского фронта Зубков награждён орденом Красного Знамени.
Указом Президиума Верховного Совета СССР от 5 ноября 1943 года за особые заслуги в деле обеспечения перевозок для фронта и народного хозяйства и выдающиеся достижения в восстановлении железнодорожного хозяйства в трудных условиях военного времени Зубкову было присвоено звание Героя Социалистического Труда с вручением ордена Ленина и золотой медали «Серп и Молот».
В ноябре 1944 года награждён орденом Отечественной войны 1-й степени.
Погиб 28 июня 1944 года в результате крушения самолёта.
Похоронен в Санкт-Петербурге в Александро-Невской лавре, на Коммунистической площадке (ныне Казачье кладбище). Похороны прошли с воинскими почестями, его гроб провезли по Невскому проспекту на орудийном лафете. В учётных карточках воинского захоронения № 261272669 и № 87820385. неверно указано отчество (Григорьевич).

### Семья
Первая жена — Евгения Константиновна Зубкова (Выходцева)
- Сын — Георгий Иванович Зубков (1926—2022), советский и российский журналист-международник, корреспондент ЦТ СССР во Франции, профессор Российского университета дружбы народов[17].

Вторая жена — Элеонора Зубкова-Писаржевская.
- Сын — Борис Иванович, инженер-химик.
- Дочь — Татьяна Ивановна, лингвист.

## Обстоятельства гибели
Обстоятельства гибели до сих пор до конца не ясны. По одной из версий к его гибели причастен народный комиссар путей сообщения СССР Лазарь Каганович, который испугался, что Зубков рано или поздно мог подсидеть его. Именно Каганович настоял на том, чтобы Зубков лично отправился на самолёте осматривать повреждённый железнодорожный мост, который на тот момент уже не представлял столь большого значения. Впоследствии выяснилось, что самолёт был в неудовлетворительном техническом состоянии и буквально разваливался. Несколько десятилетий обстоятельства смерти Зубкова не раскрывались.

## Память
- На могиле в Александро-Невской лавре сооружён величественный портал из красного гранита.
- В холле первого этажа здания Метростроя (Санкт-Петербург, Загородный пр., 52А) установлена мемориальная доска[19].
- В 2014 году стало известно, что после обращения петербуржцев топонимическая комиссия приняла решение присвоить имя Зубкова безымянному Г-образному проезду в Автово от Дороги на Турухтанные острова до Кронштадтской улицы — улице Ивана Зубкова[20][21].
- В 2015 году в Невской Дубровке был открыт мемориал "Подвиг «Метростроя», один из горельефов посвящён Зубкову[22].

## Архивы
- ЦАМО (Ф. 33. Оп. 682524. Д. 85) Приказ подразделения от 06.02.1942 № 0287/н.

Издан: Военный Совет Ленинградского фронта. Орден Красной Звезды. Наградной документ
- ЦАМО (Картотека награждений: шкаф 35, ящик 24) Орден Красной Звезды 06.02.1942.
- ЦАМО (Ф. 33. Оп. 682526. Д. 905) Приказ подразделения от 15.03.1943 № 0547/н.

Издан: ВС Ленинградского фронта. Орден Красного Знамени 15.03.1943.
- ЦАМО (Картотека награждений: шкаф 35, ящик 24) Орден Красного Знамени 15.03.1943.
- ЦАМО (Ф. 33. Оп. 686043. Д. 103) Приказ подразделения от 05.10.1944.

Издан: Президиум ВС СССР. Орден Отечественной войны I степени 05.10.1944.
- ЦАМО (Картотека награждений: шкаф 35, ящик 24) Орден Отечественной войны I степени 05.10.1944.
- Архив Ленметростроя (оп. 1, арх. № 330) Личные дела рабочих и служащих за 1941—1962 гг.

## Кино

### Документальные фильмы
- «Иван Зубков. Спаситель Ленинграда» (ВГТРК, 2022)
- «Дорога жизни Ивана Зубкова» (5 канал Петербург, 2008)
- «Люди РФ. Дорога Победы Ивана Зубкова» (АНО «Редакция телеканала Совета Федерации» 2014)

### Художественный фильм
- Встретимся в метро. Киностудия «Ленфильм», 1985 год, режиссёр В. Ф. Соколов

Иван Георгиевич Зубков стал прототипом главного героя Андрея Ивановича Зарубина (роль исполнил П. С. Вельяминов).
В отличие от экранного героя Зарубина, выжившего и построившего метро, Зубков погиб в конце войны.